# NGC 942
NGC 942 é uma galáxia espiral (S0-a) localizada na direcção da constelação de Cetus. Possui uma declinação de -10° 50' 08" e uma ascensão recta de 2 horas, 29 minutos e 10,2 segundos.
A galáxia NGC 942 foi descoberta em 1886 por Frank Müller.